# Office fédéral du développement territorial
L'Office fédéral du développement territorial (Bundesamt für Raumentwicklung en allemand, Ufficio federale dello sviluppo territoriale en italien) est un office fédéral suisse. Son acronyme, ARE, est utilisé dans toutes les langues et provient du nom allemand de l'office. 
Créé le 1er juin 2000, l'office est compétent en matière matière d'organisation du territoire, de la coordination des transports et du développement durable. Il gère aussi les questions relatives à la Convention alpine. Il dépend du Département fédéral de l'environnement, des transports, de l'énergie et de la communication et est basé à Ittigen.

## Histoire
En 1972, le Conseil fédéral a créé le poste de Délégué à l'aménagement du territoire. En 1980, l'Office fédéral de l'aménagement du territoire a vu le jour. L'Office fédéral du développement territorial est né le 1er juin 2000 accueillant sous un même toit les tâches de l'Office fédéral de l'aménagement du territoire, du Service d'études des transports, du développement durable et de la Convention alpine.

### Direction
- 2000-2008 : Pierre-Alain Rumley[2]
- Depuis 2009 : Maria Lezzi[3]

## Missions
L'Office fédéral du développement territorial est actif dans trois domaines principaux : 
- le développement territorial,
- la politique de la mobilité,
- et le développement durable.

## Annexe